# 사리따 퐁시
사리따 퐁시(태국어: สริตา ผ่องศรี, 별명: 인(หยิน →음); 1991년 10월 12일 ~ )는 태국의 태권도 선수이다. 2010년 아시안 게임 태권도 여자 53kg급에서 금메달을 획득했으며, 이는 태국의 첫 아시안 게임 태권도 금메달이다. 까셋삿 대학교 경영학부를 졸업했다.

## 상훈
- 디렉쿠나폰 훈장 7등급(2010년)
- 디렉쿠나폰 훈장 6등급(2012년)
- 디렉쿠나폰 훈장 5등급(2014년)